# Schizothorax sinensis
Schizothorax sinensis är en fiskart som beskrevs av Herzenstein, 1889. Schizothorax sinensis ingår i släktet Schizothorax och familjen karpfiskar. Inga underarter finns listade i Catalogue of Life.